# HAT-P-13c
HAT-P-13c هو كوكب خارج المجموعة الشمسية مؤكد يقع على بعد 700 سنة ضوئية تقريباً في كوكبة الدب الأكبر. اكتشف الكوكب في 21 يوليو 2009 باستخدام طريقة السرعة الشعاعية حول النجم HAT-P-13 واكتشف كوكب أخر في نفس النظام باستخدام طريقة العبور يسمى HAT-P-13b .